# Mesaxonia
Mesaxonia (bijna synoniem met, of althans materieel identiek aan, de Panperissodactyla) is een clade van uitgestorven hoefdieren waarvan het gewicht primair wordt gelegd op de middelste (mesos) derde vinger of teen bij alle ledematen door de symmetrie in het horizontale vlak van hun handen of voeten, waarvan de derde digitus de as (axis) vormt. 
Een tijdlang werd vaak gedacht dat het alleen de orde Perissodactyla bevatte (waaronder de paardachtigen, neushoorns en tapirs). Recent werk op het gebied van morfologische cladistiek en oud DNA suggereert dat verschillende uitgestorven geslachten, zoals de Desmostylia en enkele van de Zuid-Amerikaanse hoefdieren van Meridiungulata (beide groepen die traditioneel worden gezien als Afrotherische verwanten) gerelateerd zijn aan de perissodactylen.